# Rollingen
Rollingen är en ort i Luxemburg.   Den ligger i distriktet Luxemburg, i den centrala delen av landet, 14 kilometer norr om huvudstaden Luxemburg. Rollingen ligger 227 meter över havet och antalet invånare är 1 448.
Terrängen runt Rollingen är platt norrut, men söderut är den kuperad. Rollingen ligger nere i en dal.  Runt Rollingen är det mycket tätbefolkat, med 1 135 invånare per kvadratkilometer.. Närmaste större samhälle är Luxemburg, 14,5 kilometer söder om Rollingen. 
I omgivningarna runt Rollingen växer i huvudsak blandskog.